# Seek Diamonds
「Seek Diamonds」（シーク ダイヤモンズ）は、日笠陽子の楽曲。作詞は大森祥子、作曲は中山真斗が手掛けた。日笠の3枚目のシングルとして2013年11月13日にポニーキャニオンから発売された。

## 背景、制作
日笠陽子の3枚目のシングルであり、テレビアニメ『ダイヤのA』のエンディングテーマである。
前作まではスタッフが同じだったが、「Seek Diamonds」は再スタート的なシングルなので日笠自身が敢えて新しいチームに制作を依頼した。そのため最初の内は不安もあったという。
レコーディングでは、曲調が進行の違いや上下する動きを含むため、曲が覚えられず苦労したとのこと。

## 音楽性
「Seek Diamonds」は、テレビアニメ『ダイヤのA』という高校野球を題材にしたアニメを盛り上げるアッパーチューンな楽曲であり、曲調は疾走感たっぷりのピアノ・ロック。ポジティブで強さ・直向きさを感じさせる詞に、前作までの楽曲とは趣の異なる爽快なサウンドになっている。
日笠自身が「ターニングポイントとなる曲」と述べており、作品と楽曲の化学反応を狙っているという。そのため前作までのマイナー調は薄れ、明るくファンキーなシングルになっている。また日笠は今作で自分探しも模索しているため、「Seek Diamonds」が完成された作品ではないことを明かしている。

## リリース
2013年11月13日にポニーキャニオンから発売された。日笠のシングルとしては、前作「終わらない詩」から5か月ぶりのリリースとなる。
シングルは初回限定盤（PCCG-01375）と通常盤（PCCG-70197）の2種リリースで、初回限定盤には本曲のミュージック・ビデオを収録したDVDが同梱されている。
ミュージック・ビデオは、日笠がビルの屋上で歌うシーンと野球のボールを見て笑顔になるシーンが交互に進行され、最終的には両シーンが合わさる内容になっている。撮影は台風の影響で一度中止されたが、再収録日もまた悪天候だったため、雨が止むのを待って行われた。
シングルのカップリング曲「Love My Melody」は、ライブを意識した明るい曲。複数の候補から選ばれたが、テーマが早く決まったため収録にはさほど時間がかからなかったという。
リリース前の10月27日に開催された日笠の初ワンマンライブ「Glamorous Live」で、本曲とカップリング曲ともに初披露された。
シングル発売後の12月21日には、晴海客船ターミナルでリリース記念イベントとしてミニライブが開催された。

## 収録曲
| #         | タイトル                         | 作詞      | 作曲・編曲 | 時間  |
| --------- | -------------------------------- | --------- | ---------- | ----- |
| 1.        | 「Seek Diamonds」                | 大森祥子  | 中山真斗   | 4:52  |
| 2.        | 「Love My Melody」               | hotaru    | 奈良悠樹   | 4:18  |
| 3.        | 「Seek Diamonds」(Instrumental)  |           |            | 4:52  |
| 4.        | 「Love My Melody」(Instrumental) |           |            | 4:16  |
| 合計時間: | 合計時間:                        | 合計時間: | 合計時間:  | 18:18 |

| #  | タイトル                       | 作詞 | 作曲・編曲 |
| -- | ------------------------------ | ---- | ---------- |
| 1. | 「Seek Diamonds」(Music Video) |      |            |

## 参加ミュージシャン
Seek Diamonds
- 山本陽介 – ギター
- 工藤嶺 – ベース
- 山内“masshoi”優 – ドラム
- 吉田宇宙ストリングス – ストリングス

Love My Melody
- 奈良悠樹 – ギター
- 田辺トシノ – ベース
- 岸田勇気 – ピアノ、オルガン
- かどしゅんたろう – ドラム

## チャート
| チャート（2013年）                | 最高位 |
| --------------------------------- | ------ |
| オリコン週間                      | 29     |
| Billboard Japan Top Singles Sales | 28     |
| CDTV（11月23日放送）              | 44     |